# Glider (음반)
《glider》는 2003년 2월 19일 발매된 TOKIO의 8번째 정규 앨범이다.

## 설명
- 전 앨범 《5 AHEAD》 발매 이후 1년 2개월만의 발매된 정규 앨범.
- 싱글 《メッセージ/ひとりぼっちのハブラシ》이후 오리콘 데일리 차트 1위를 기록한 《ding-dong/glider》의 두 곡을 포함해, 롱 세일즈로 화제가 된 《花唄》, 싱글 내에서 3부작 스토리 라인으로 만든 《GREEN》을 포함하였다.
- 또, 멤버 전원이 작사, 작곡에 본격적으로 참여하여 편곡이나 트랙 다운하는 등 하였다. 멤버가 공동 작업을 하기도 하였다.
- 초회한정반A, 초회한정반B, 통상반으로 3가지 타입. 초회한정A반 2 Disc에는 미발표곡을 편곡해 수록, 초회한정반B 2 Disc에는 수록곡 원곡 (데모버전)을 들을 수 있다.

## 수록곡

### 통상반
1. HUM A TUNE
2. 《コンクリート》《ジャパニーズ》《サンデー》
3. 花唄
4. Live my life ！
5. faith
6. Booster
7. GREEN
8. Midnight Rose
9. I'm mine
10. SCREAM
11. glider（Album version）
12. フォノグラフ
13. ding-dong

### DISC-2 (초회한정반A반에만 수록)
TOKIO STATION -스튜디오·편곡편-
1. Rehearsal
2. 徒然2コード
3. 城島SONG

### DISC-2 (초회한정반B반에만 수록)
1. Opening~Commentary1
2. Midnight Rose(DEMO version)
3. Commentary2
4. Live my life!(DEMO version)
5. Commentary3
6. I＇m mine(DEMO version)
7. Commentary4
8. SCREAM(DEMO version)
9. Ending